# جاك برادبري
جاك برادبري (بالإنجليزية: Jack Bradbury)‏ (ولِد : 27 ديسمبر 1914 - مات : 15 مايو 2005) كان جاك رسام أمريكي، يرسم الصور المتحركة، وكان فناناً في الكتب الكوميدية.
بدأ العمل لدي ديزني وعمره 20 عاما وكان مسئولا عن المشاهد الهامة والرئيسية في الأفلام كفيلم بامبي، وفانتازيا، وبينوكيو. بعد العمل لمدة قصيرة لفريز فريلينج في شركة وارنر بروس، بدأ العمل لشركة ويسترن بابليشينج في 1947، راسماً سلسلة كتب تسمى «كتب ذهبية صغيرة» (Little Golden Books)، وهو كتاب أطفالٍ آخر وكتاب كوميدي وكتاب قصص مصورة لـديل كوميكس.
مات في 2004 بسبب فشل كلوي.

## روابط خارجية
- جاك برادبري على موقع IMDb (الإنجليزية)
- جاك برادبري على موقع قاعدة بيانات الفيلم (الإنجليزية)